# Caja libre

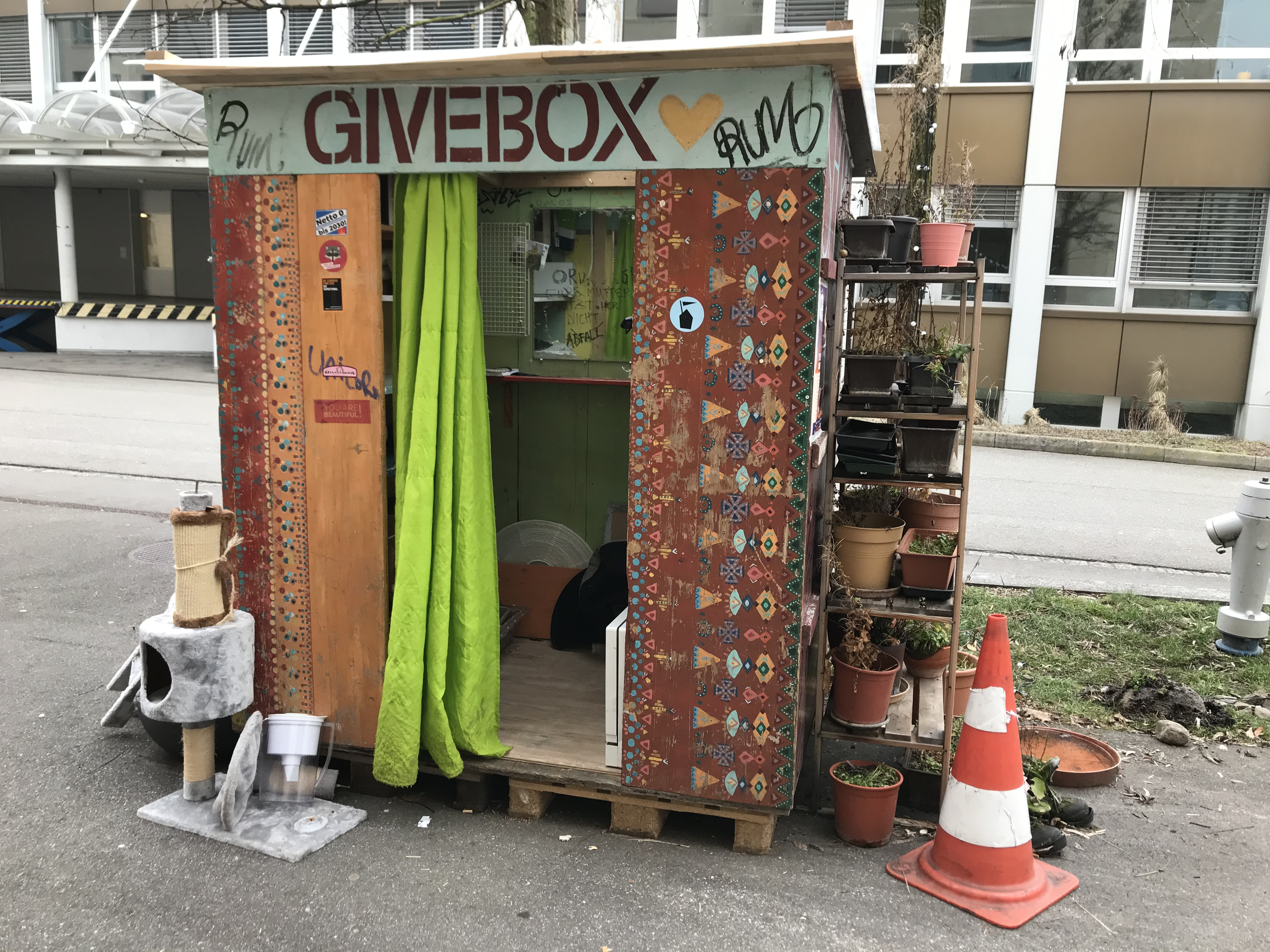
Una pequeña caseta para el intercambio de bienes a modo de caja libre, en Bern, Suiza.

Una caja libre o free box, también denominada give box, es una caja, mesa, estante, armario o, en general, cualquier instalación, elemento o ubicación que sirve como espacio de intercambio donde las personas dejan o recogen varios tipos de artículos con el objeto de compartirlos y reutilizarlos libremente. Cuando alguien tiene algún artículo que desea liberar, artículo que pudiera ser de utilidad a otra persona, lo coloca en el espacio de intercambio y puede ser recogido por cualquiera. Si después de un cierto tiempo nadie ha reclamado los objetos, el contenido de la caja puede donarse a una entidad caritativa. Se trata de una fórmula de compartir objetos sobrantes sin la inconveniencia de una venta de garaje.
La práctica del free boxing está implementada en la Universidad de Saskatchewan, en Victoria, Columbia Británica, en Isla Vista, California, y en Crestone y Telluride, Colorado.
Una versión en línea con un concepto similar es la Red Freecycle.
La Universidad de Guelph, en Guelph, Ontario, instala una mesa libre durante varias semanas del curso escolar. El New College de Florida dispone de una mesa libre para los estudiantes, abierta durante todo el curso escolar.

## Galería

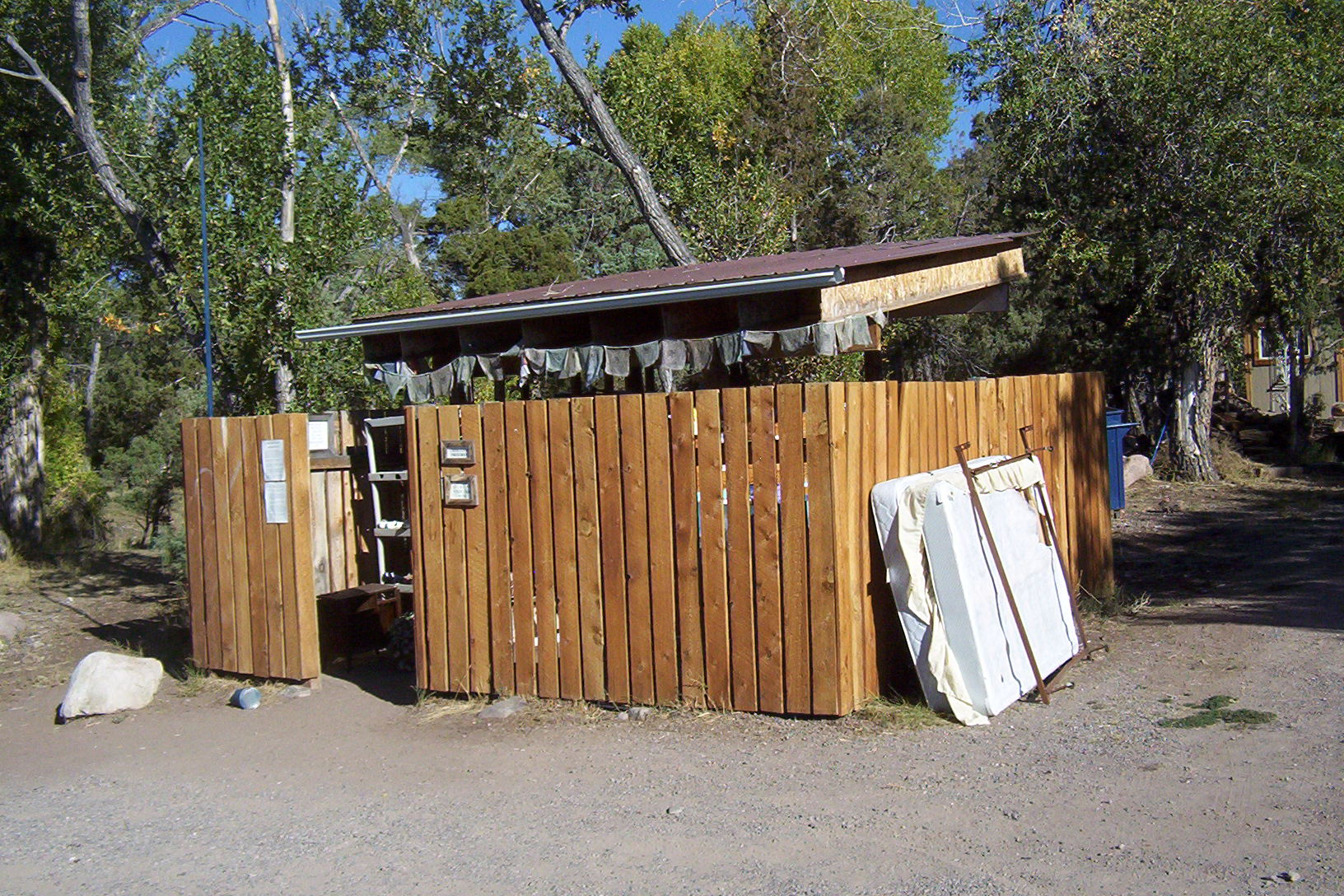
Caja libre en Crestone.
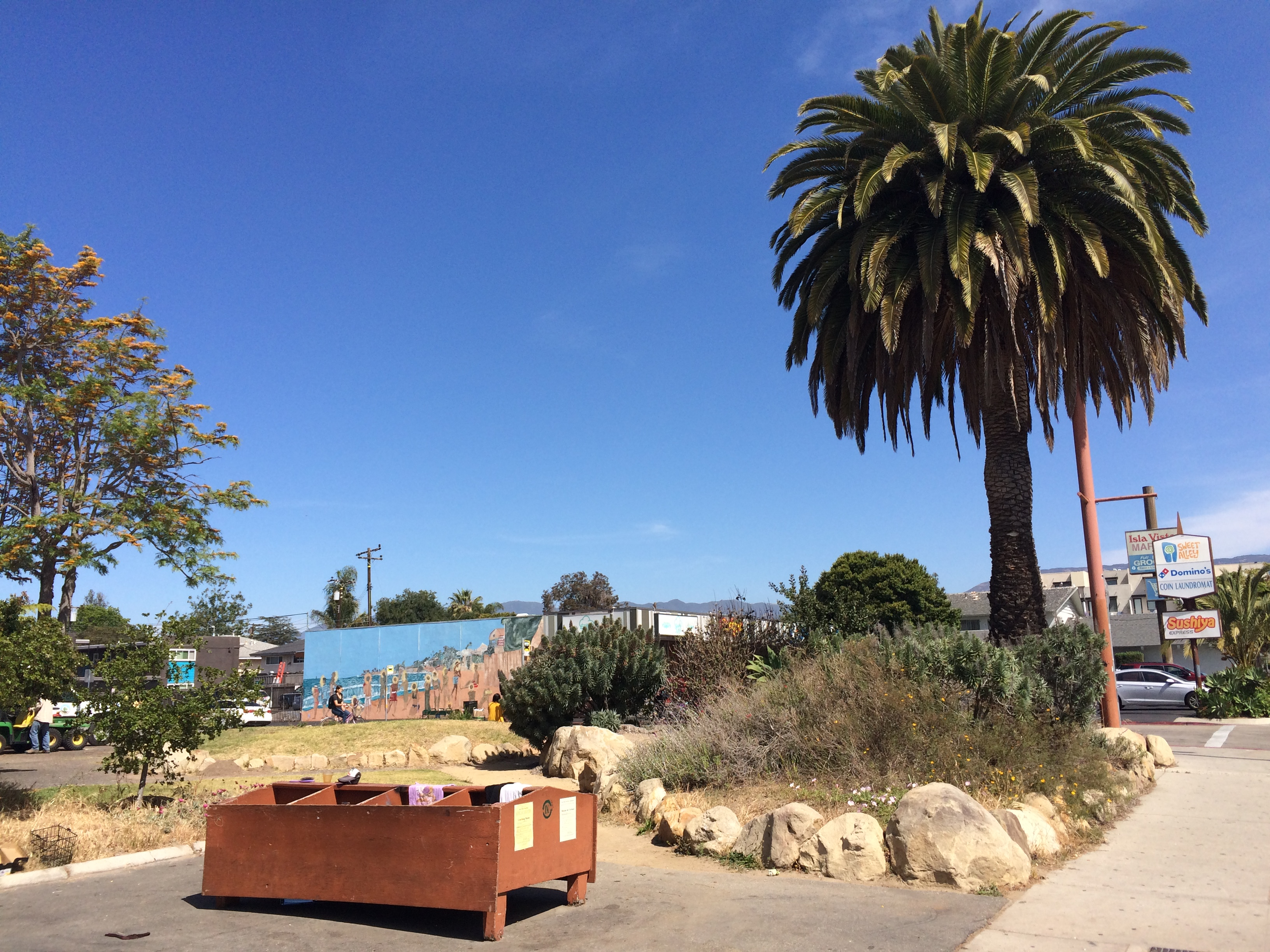
Caja libre en Isla Vista, California.
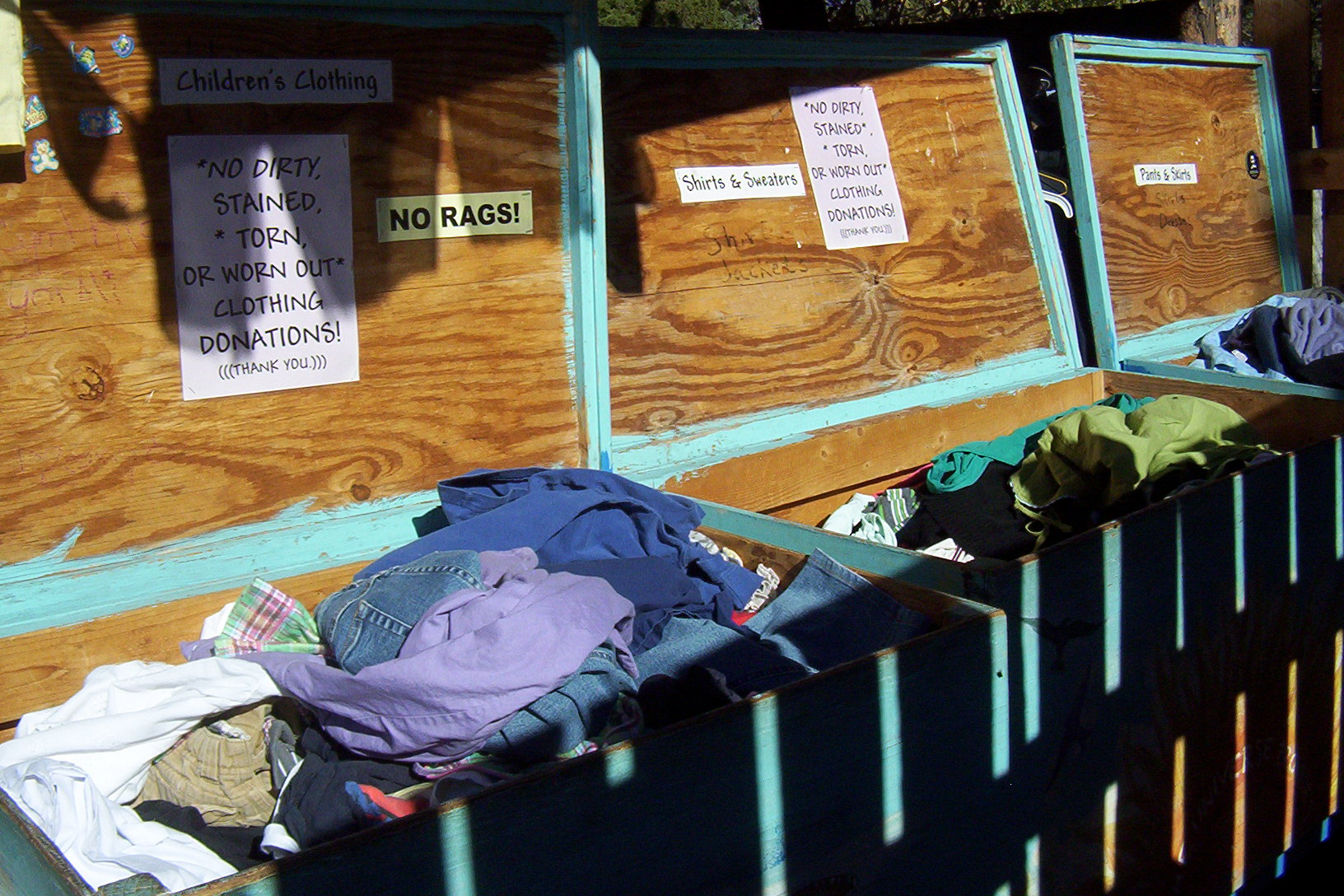
Contenedores de ropa en una caja libre de Crestone, Colorado.